# 伊亚
伊亚（法語：Ilhat）是法国阿列日省的一个市镇，属于富瓦区（Foix）拉韦拉内县（Lavelanet）。该市镇2009年时的人口为111人。

## 人口
伊亚人口变化图示
| 数据来源：INSEE |